# Acanopsilus heterocerus
Acanopsilus heterocerus är en stekelart som först beskrevs av Alexander Henry Haliday 1857.  Acanopsilus heterocerus ingår i släktet Acanopsilus, och familjen hyllhornsteklar. Arten är reproducerande i Sverige.